# Haplodrassus deserticola
Haplodrassus deserticola är en spindelart som beskrevs av Schmidt och Krause 1996. Haplodrassus deserticola ingår i släktet Haplodrassus och familjen plattbuksspindlar.
Artens utbredningsområde är Kanarieöarna. Inga underarter finns listade i Catalogue of Life.